# Eyprepocnemis noxia
Eyprepocnemis noxia är en insektsart som beskrevs av Vitaly Michailovitsh Dirsh 1950. Eyprepocnemis noxia ingår i släktet Eyprepocnemis och familjen gräshoppor. Inga underarter finns listade i Catalogue of Life.